# ليلي كاريه
ليلي كاريه (بالإنجليزية: Lilli Carré)‏ هي رسامة رسوم متحركة أمريكية، ولدت في 18 أغسطس 1983 في لوس أنجلوس في الولايات المتحدة.